# تيو ماكيبين

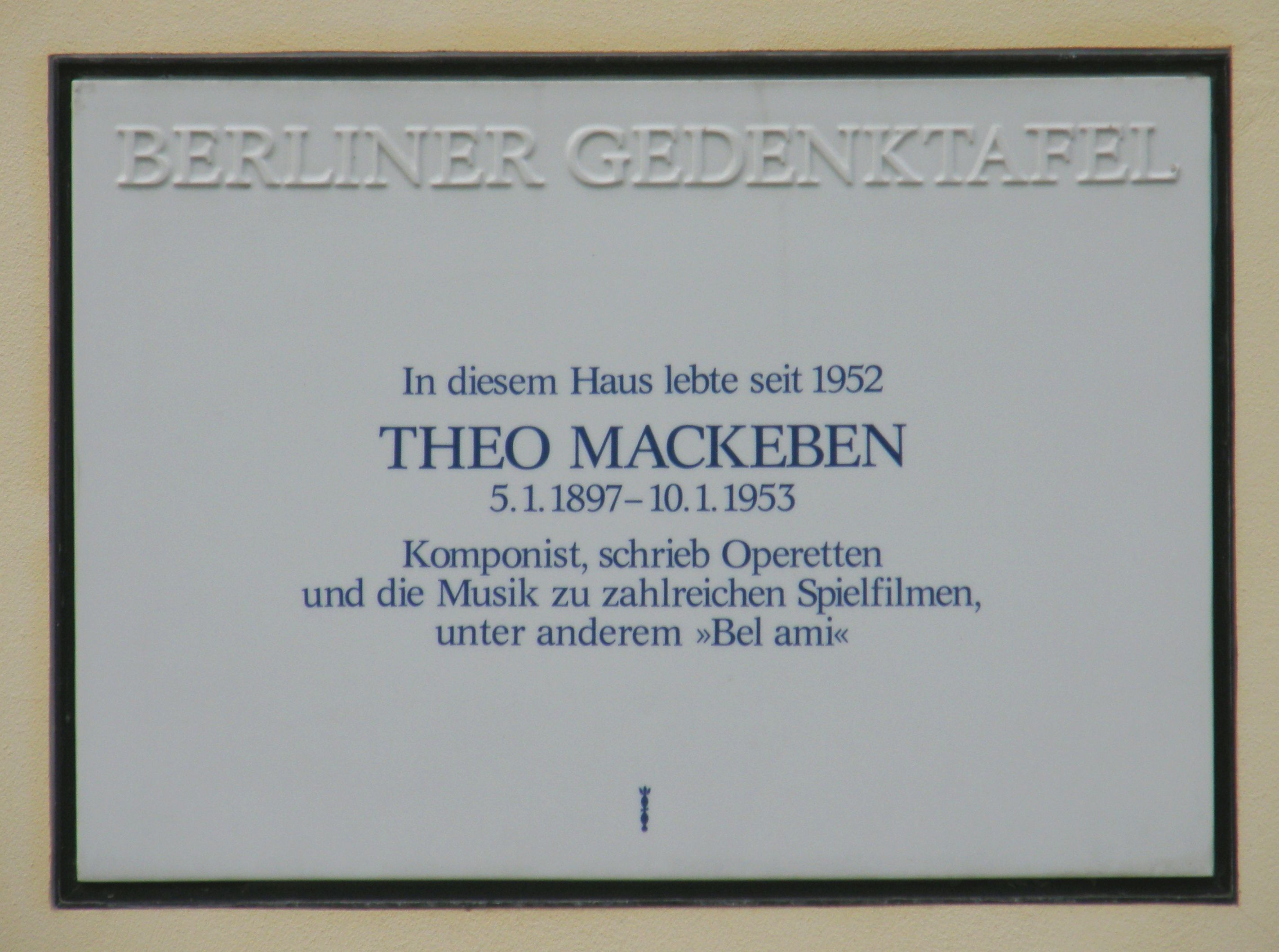
لوحة تذكارية لثيو ماكيبين في منطقة برلين-شمارغيندورف مكتوب عليها (في هذا المنزل عاش منذ عام 1952 تيو ماكيبين 5-1-1879 - 10-1-1953، ملحن، ومؤلف أوبرات، وموسيقى أفلام تمثيلية من بينها "بيل آمي"

تيو ماكيبين (بالألمانية: Theo Mackeben)‏ (5 يناير 1897 - 10 يناير 1953) كان ملحن وعازف بيانو وقائد أوركسترا ألماني.

## حياته
بعد نيله شهادة البكالوريوس درس ثيو ماكيبين بين عامي 1916 و1920 الموسيقى في المدرسة العليا للموسيقى وأيضا في وارسو. كان إلى غاية عام 1922 عازف بيانو في حفلات، بعدها ذهب إلى برلين أين اشتغل كعازف بيانو عند روزا فاليتي، بعدها اشتغل في أوركسترا الرقص التي كانت تابعة إلى برناباس فون غيتسي.
بعد انتهاء الحرب العالمية الثانية أصبح ثيو ولمدة عامين مدير الموسيقى في مسرح متروبول.

## وصلات خارجية
- ثيو ماكيبين على موقع IMDb (الإنجليزية)
- ثيو ماكيبين على موقع ألو سيني (الفرنسية)
- ثيو ماكيبين على موقع ميوزك برينز (الإنجليزية)
- ثيو ماكيبين على موقع أول موفي (الإنجليزية)
- ثيو ماكيبين على موقع قاعدة بيانات الأفلام السويدية (السويدية)
- ثيو ماكيبين على موقع ديسكوغز (الإنجليزية)
- ثيو ماكيبين على موقع قاعدة بيانات الفيلم (الإنجليزية)
- ثيو ماكيبين على موقع كينوبويسك (الروسية)

- مقالة عن ثيو ماكيبين مع صورة له (باللغة الألمانية)